# 千野智史
千野 智史（ちの さとし、8月16日 - ）は、日本の元男性声優。かつてアールグルッペに所属していた。

## 出演

### 吹き替え
- 奇皇后 〜ふたつの愛 涙の誓い〜
- ブラックリスト
- ダウントン・アビー シーズン3／シーズン4（アルフレッド[2]）
- ブレイキング・バッド
- LAW&ORDER|UK
- ネイルサロン・パリス 〜恋はゆび先から〜
- 花ざかりの君たちへ For You In Full Blossom
- 剣士ペク・ドンス（サンガク、ミョンジュ）
- FLU 運命の36時間
- キスは背伸びして
- DEAD IN TOMBSTONE
- パーフェクト・トラップ
- ビッグ～愛は奇跡～
- 神々の晩餐
- ギルモア・ガールズ シーズン6
- 究極対決フォートボヤード
- グットラック・チャーリー
- トップショット
- 視覚障害者用映画「モーターサイクル･ダイアリーズ

### ナレーション
- TOYOタイヤ「プレゼン用ナレーション」
- 関西電力「プレゼン用ナレーション」
- 中央労全「プレゼン用ナレーション」

### ゲーム
- WAR OF BRAINS

### その他
- 月曜から夜ふかし（VO）